# Pedro Barbosa
Pedro Barbosa, właśc. Pedro Alexandre dos Santos Barbosa (wym. [ˈpedɾu bɐɾˈbɔzɐ]; ur. 6 sierpnia 1970 w Luandzie, Angola) – portugalski piłkarz grający na pozycji środkowego pomocnika.

## Kariera klubowa
Pedro Barbosa urodził się w stolicy Angoli, Luandzie, ale wychowywał się już w Portugalii. Jego pierwszym piłkarskim klubem był SC Freamunde, w którym zadebiutował w 1989 w drugiej lidze i grał w nim przez dwa lata, aż w 1991 roku przeszedł do Vitórii Guimarães. W Vitórii już w drugim sezonie zaczął grywać w wyjściowej jedenastce zespołu. W sezonie 1992/1993 wystąpił w rozgrywkach Pucharu UEFA, a w 1995 roku zajął z Vitórią wysoką 4. pozycję w portugalskiej ekstraklasie.
Latem 1995 trener Sportingu Carloz Queiroz ściągnął Barbosę do swojego klubu. W tym samym sezonie zajął ze stołecznym klubem 3. miejsce w lidze i zdobył w niej aż 8 bramek. Swój pierwszy sukces osiągnął w 1997 roku, gdy wywalczył ze Sportingiem wicemistrzostwo Portugalii, ale już rok później zajął dopiero 4. miejsce w lidze. Przez kolejne lata Barbosa był podstawowym zawodnikiem zespołu, a w 2000 roku został po raz pierwszy mistrzem kraju (31 meczów, 2 gole) oraz dotarł wówczas do finału Pucharu Portugalii. W sezonie 2000/2001 wystąpił w fazie grupowej Ligi Mistrzów, a w 2001/2002 po raz drugi i ostatni mógł świętować tytuł mistrza Portugalii. Natomiast przez kolejne trzy sezony Barbosa zajmował ze Sportingiem 3. miejsce w lidze, a w swoim ostatnim, czyli 2004/2005, dotarł do finału Pucharu UEFA, w którym Sporting uległ rosyjskiemu CSKA Moskwa 1:3 (Pedro wystąpił w tym spotkaniu). Po tym sezonie zakończył piłkarską karierę w wieku 35 lat.
| Sezon   | Klub         | Kraj       | Rozgrywki            | Mecze | Bramki |
| ------- | ------------ | ---------- | -------------------- | ----- | ------ |
| 1989/90 | SC Freamunde | Portugalia | Liga de Honra        | 24    | 4      |
| 1990/91 | SC Freamunde | Portugalia | Liga de Honra        | 30    | 8      |
| 1991/92 | Vitória SC   | Portugalia | SuperLiga            | 17    | 2      |
| 1992/93 | Vitória SC   | Portugalia | SuperLiga            | 29    | 8      |
| 1993/94 | Vitória SC   | Portugalia | SuperLiga            | 31    | 4      |
| 1994/95 | Vitória SC   | Portugalia | SuperLiga            | 31    | 6      |
| 1995/96 | Sporting CP  | Portugalia | SuperLiga            | 22    | 8      |
| 1996/97 | Sporting CP  | Portugalia | SuperLiga            | 30    | 5      |
| 1997/98 | Sporting CP  | Portugalia | SuperLiga            | 27    | 1      |
| 1998/99 | Sporting CP  | Portugalia | SuperLiga            | 28    | 2      |
| 1999/00 | Sporting CP  | Portugalia | SuperLiga            | 31    | 2      |
| 2000/01 | Sporting CP  | Portugalia | SuperLiga            | 23    | 7      |
| 2001/02 | Sporting CP  | Portugalia | SuperLiga            | 27    | 3      |
| 2002/03 | Sporting CP  | Portugalia | SuperLiga            | 24    | 2      |
| 2003/04 | Sporting CP  | Portugalia | SuperLiga            | 27    | 9      |
| 2004/05 | Sporting CP  | Portugalia | SuperLiga            | 30    | 0      |
|         |              |            | Łącznie w SuperLidze | 367   | 59     |

## Kariera reprezentacyjna
W reprezentacji Portugalii Pedro Barbosa zadebiutował 11 listopada 1992 roku w wygranym 2:1 meczu z Bułgarią. W 1996 roku został powołany do przez António Oliveirę na Euro 96, gdzie zagrał w jednym grupowym meczu z Chorwacją (3:0), a z rodakami odpadł w ćwierćfinale. W 2002 roku Oliveira powołał Barbosę do 23-osobowej kadry na Mistrzostwa Świata 2002, ale Pedro nie zagrał tam ani minuty, a Portugalczycy nie wyszli wówczas z grupy. Ogółem w kadrze Portugalii Barbosa rozegrał 22 mecze i strzelił w nich 5 goli.